# Руденка тема
Те́ма Руденка — тема в шаховій композиції в ортодоксальному жанрі. Суть теми — багатофазна переміна гри, із щонайменше двома варіантами у кожній фазі, і з множинною загрозою в одній із фаз.

## Історія
Цю ідею запропонував у 1956 році український шаховий композитор Валентин Федорович Руденко (19.02.1938 — 02.04.2016).
В задачі в одній фазі є щонайменше два варіанти захистів чорних, на які виникають мати, які є в іншій фазі подвійною загрозою матів, а на захисти чорних в цій фазі виникають інші мати. Виходячи з цього, при вираженні теми, якщо фаза із подвоєною загрозою передує наступній фазі, то наступна фаза буде розщеплювальною загроз фазою, а якщо навпаки — фаза із подвоєною загрозою буде об'єднавчою загрози фазою. У результаті фаза із подвоєною загрозою може бути як хибним слідом, так і рішенням, а також в задачі може бути і більше двох фаз, що суттєво покращує зміст задачі.
Ідея дістала назву — тема Руденка. Тема має кілька форм вираження.

## Форми вираження теми
Існують такі форми вираження — проста форма, реверсивна форма. Для кращого розуміння ідеї використовуються алгоритми вираження форм теми. 

### Проста форма
Для вираження цієї форми теми достатньо двох фаз, в одній із фаз виникає подвійна загроза матів, в іншій фазі по черзі на кожен із двох захистів чорних проходить один із матів подвійної загрози іншої фази. Перша фаза може бути у вигляді варіантів ілюзорної гри.
Алгоритм вираження простої форми теми:
  1. ... a 2. A #
  1. ... b 2. B #
1. ! ~ 2. A, B #
або
1. ? ~ 2. A, B #
1. !
  1. ... a 2. A #
  1. ... b 2. B #

### Реверсивна форма
Для вираження цієї форми достатньо дві фази, в першій фазі є два тематичних захисти чорних, які повторюються і в наступній фазі, причому, в одній із фаз виникає подвійна загроза матів, які проходять на тематичні захисти в іншій фазі, і у фазі де виникає подвійна тематична загроза на тематичні захисти проходять інші мати. По суті, проходить переміна матів, де матуючі ходи однієї фази є подвійною загрозою в іншій фазі.
Алгоритм вираження реверсивної форми теми:
1. ? ~ 2. A, B #
  1. ... a 2. C #
  1. ... b 2. D # 1. ... !
1. ! ~ 2. X #
  1. ... a 2. A #
  1. ... b 2. B #
або
1. ? ~ 2. X #
  1. ... a 2. A #
  1. ... b 2. B #, 1. ... !
1. ! ~ 2. A, B #
  1. ... a 2. C #
  1. ... b 2. D #

## Синтез з іншими темами
Тема, як правило, поєднується з іншими ідеями, утворюючи гармонійний синтез тем, що суттєво покращує зміст задач.